# Natuurpark Valle de Alcudia y Sierra Madrona

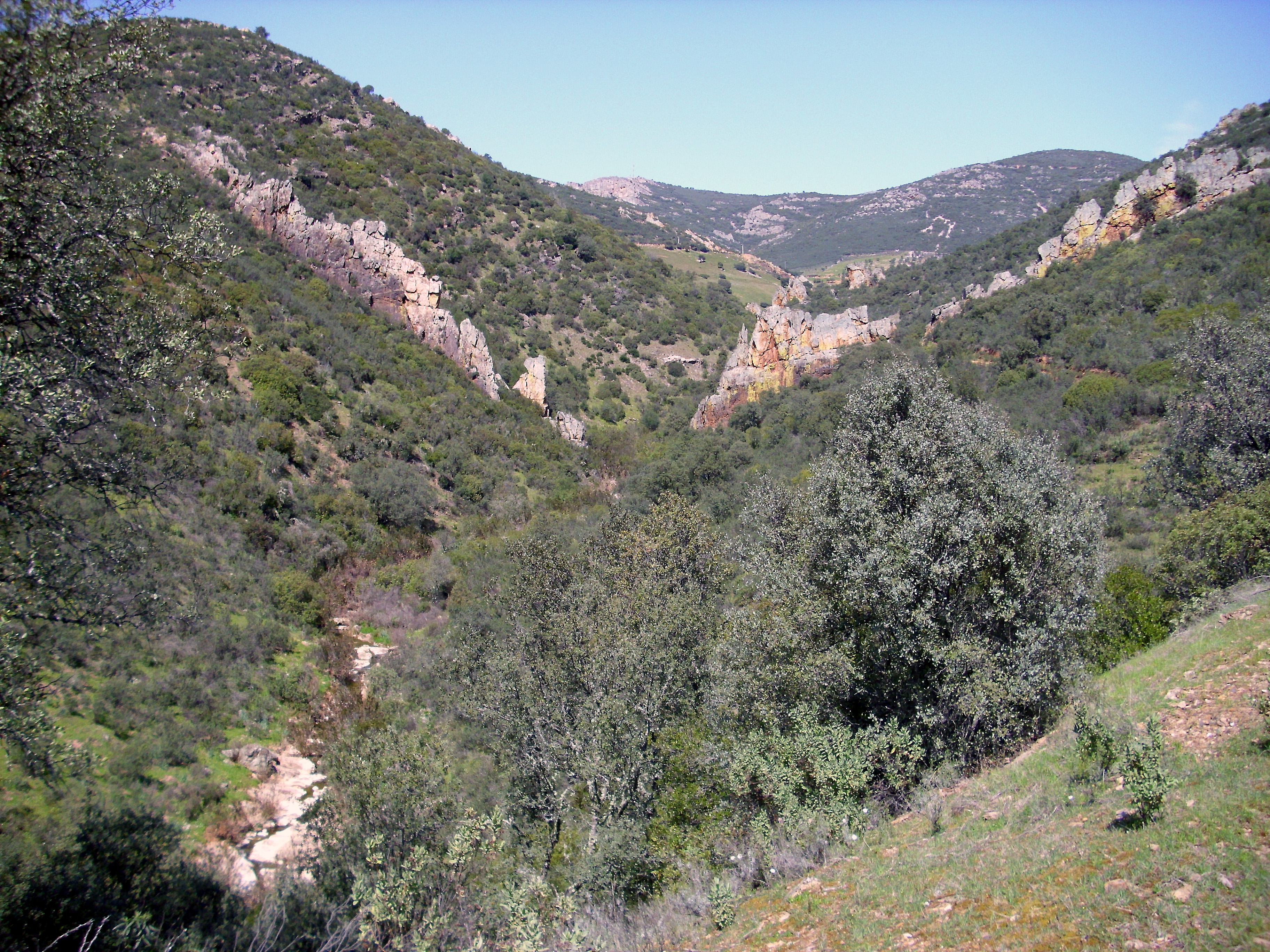

Het Natuurpark Valle de Alcudia y Sierra Madrona (Spaans: Parque natural del Valle de Alcudia y Sierra Madrona) is een natuurpark in Castilië-La Mancha in Spanje. Het natuurpark werd opgericht in 2011 en is 149463 hectare groot. Het natuurpark omvat bergen, bossen en in de Valle de Alcudia dehesa met steeneik en kurkeik. In het park komt Iberische lynx, Iberische keizerarend, zwarte ooievaar, havikarend, wolf voor.